# Медленное курение трубки (состязание)
Медленное курение трубки — соревнование между курильщиками трубок (трубокурами) на время. Победителем объявляется тот, в чьей трубке огонь погаснет последним.

## Типичный формат проведения соревнований
Состязание проходит в несколько этапов:
- Растирка табака и набивка трубки;
- Раскурка трубки;
- Непосредственно курение[1].

Чемпионаты могут проводиться в личном и командном зачётах. В командном зачёте суммируются времена всех членов команды. Существует отдельный женский зачёт.

### Растирка и набивка
На первом этапе участникам выдаются одинаковые трубки, одинаковое количество табака в граммах, несколько спичек и «топталка» для табака. Вес табака и время растирки строго регламентируются. На данном этапе критически важно растереть табак как можно мельче и не потерять ни единой крупицы будущего содержимого трубки.

### Раскурка
Время раскурки также определяется регламентом соревнований; обычно оно составляет не более минуты.

### Курение
Обязательным условием является непрерывность курения. Самой эффективной тактикой является удержание огня в «точке»; чем мельче площадь сгорания табака, тем экономнее он расходуется и дольше горит. При этом соревнующиеся должны уметь контролировать дыхание.

## Организаторы
Мировые первенства организует Международный комитет трубочных клубов (CIPC, англ. Committee, International of Pipe Clubs, фр. Comité international des Pipe Club).
В России организацией, занимающейся проведением подобных турниров, является Российская ассоциация трубочных клубов. Двадцатый чемпионат России прошёл в декабре 2024 года в Санкт-Петербурге.

## Рекорды
Участникам нередко удаётся удерживать горение табака в течение часа и более.
В 1985 году рекорд Книги Гиннесса составлял 2 часа, 6 минут и 39 секунд. На 2004 год лучшим мировым достижением был результат 3 часа 18 минут 15 секунд.